# Astragalus saadatabadensis
Astragalus saadatabadensis är en ärtväxtart som beskrevs av Dieter Podlech. Astragalus saadatabadensis ingår i släktet vedlar, och familjen ärtväxter. Inga underarter finns listade i Catalogue of Life.